# Мачківський Микола Антонович
Мико́ла Анто́нович Мачкі́вський (10 січня 1942, с. Хоросток, Славутський район, Хмельницька область — 22 листопада 2020, м. Хмельницький) — український письменник, поет, прозаїк, журналіст, кореспондент. редактор, літературний консультант, засновник музею "Літературна Хмельниччина". Член Національної спілки письменників України (1979), Національної спілки журналістів України (1980). Помер 22 листопада 2020 року.

## Біографія

### Дитинство.Юність
Народився в селянській родині. Близькі родичі були репресовані у 1930-х, батько загинув у фашистському концтаборі. Виховувався матір'ю. З дитячих років мав проблеми зі слухом. Здобував освіту у Хоростецькій восьмирічній і Ганнопільській середній школах. Згодом закінчив Кам'янець-Подільську міжрайонну заочну школу (1960). За комсомольською путівкою їздив на спорудження цукрового заводу в Кам'янці-Подільському.  
У 1963 вступив до Кам'янець - Подільського педагогічного інституту на відділення журналістики загальнонаукового факультету. 
Через рік, у 1964 році відділення закрили, тому М.Мачківський був переведений на навчання до Львову. Закінчив факультет журналістики Львівського державного університету ім. І. Я. Франка (1968).

### Професійна діяльність
Журналістський шлях розпочав ще навчаючись заочно в університеті. У районній газеті "Нове життя", яка виходила у с.м.т. Чемерівці Микола Мачківський зайняв посаду зав.відділу листів та масової роботи. Створив у Чемерівцях районне літературне об'єднання.
За своє життя Микола Антонович працював у багатьох газетах та видавництвах кореспондентом, редактором, літредактором, а саме:
- редактором районної газети «Радянське село» (с. Білогір'я),
- літературним редактором і літературним консультантом обласних газет «Радянське Поділля» і «Корчагінець»
- відповідальним секретарем газети "Вечірній Хмельницький"
- кореспондентом, літературним редактором, випускаючим, літконсультантом, редактором відділу культури в республіканській газеті "Україна"
- редактором в газеті "Подільска панорама"
- Був головним редактором видавництва "Поділля"[2].

Крім того завідував кабінетом молодого автора при Хмельницькій обласній організації СПУ.
Разом з кількома науковцями-однодумцями створив музей «Літературна Хмельниччина», був його науковим співробітником.
Член Національної спілки письменників України з 1979 р.

### Письменницький доробок
Першу поему створив у віці 13 років.У творчому доробку Миколи Мачківського — 13 поетичних збірок, п'ять повістей та шість романів, всього 30 книжок. За написаним у 1997 році романом "Пароль — «Проскурів» було знято документальний фільм. Сумлінно та з душею письменник підходив до написання біографічної прози, обробляв великі масиви інформації, знаходив листи, фотографії, спогади,створив достовірні, щирі портрети своїх співгромадян — поета-фронтовика Володимира Булаєнка (повість "Сорокодуби"), підпільника Миколи Ченаша (повість "Брат і сестра"), письменниці Наталі Кащук (роман "До вежі черленої"), письменника і журналіста Мар'яна Красуцького (повість "Живи як сад"), поета Миколи Федунця (повість-портрет "За сонячний промінь тримаючись…". Остання книга автора - "Древо триєдине", як він сам зазначив у розширеній назві - "замість роману - бувальщини, спогади, записки літературного консультанта, нотатки наукового співробітника обласного культурного музею" - доволі великий за обсягом документальний твір з історіями, іменами, характеристиками сучасників, міст, містечок, сел, різноманітними подіями з життя Миколи Антоновича. Книга мемуарів наповнена любов'ю, вдячністю, гумором, добрими спогадами про людей, з якими доля зводила письменника. 
Письменник Петро Маліш, голова Хмельницької обласної організації Національної спілки письменників України так відгукнувся на смерть свого літературного побратима:
|  | Ми втратили Миколу Мачківського – людину та особистість, яка була уособленням милосердя. У творчих колах всі його знали як надзвичайно добру людину, толерантну навіть до своїх опонентів. Ми втратили побратима – талановитого поета і прозаїка. |

## Творчість

### Збірки поезій
| - «В житах» (1974); - «Червоний рушник» (1979); - «Живий дощ» (1983); - «Зав'язь доброти» (1986); - «Осіння радість» (1990); - «Розімкнуте коло» (1994); - «Вибране» (1994); | - «Далечінь» (1997); - «Лугова незабудка» (2001); - «Я в команді — бомбардир» (для дітей, 1998); - «Монолог тиші» (2006); - «А трава — як любов» (2011); - «Синє небо і чорна земля» (2015). - «З рідної хати» (2016). - "Пізня молодість" (2020) |

### Проза
| - «Сорокодуби»: повість (1994); - "Пароль — «Проскурів»: роман (1997); - «Чорний дяк»: роман (2000); - «Провесінь в імлі»: роман (2002); - «До вежі черленої»: роман (2005); - «За сонячний промінь»: повість (2005); | - «Живи — як сад»: повість (2007); - «Кориятовичі»: роман (2010); - «Кунча, ХХІ»: повість (2012); - «Брат і сестра»: повість (2013); - Каратель (2015); - Древо триєдине. Замість роману… : мемуари (2020). |

|                          | У поезіях Миколи Мачківського є та «мудра простота», якої бракує віршам багатьох наших авторів. І сам він – світла особистість. |
| — Володимир Базилевський | |

## Нагороди та премії
- Міжнародна літературна премія імені Івана Кошелівця;
- Хмельницька обласна премія імені Володимира Булаєнка;
- Хмельницька обласна премія імені Микити Годованця;
- Хмельницька міська премія імені Богдана Хмельницького.